# Перигорська культура
Перигорська культура (Перигор, Перигор) — культура пізнього палеоліту Франції. Між мустьє і солютре.
Подиляється на дві окремі культури, що розділені в часі:
- ранній перигор — шательперон,
- пізній перигор — лаграветянська культура

## Час
Уся перигорська культура охоплює період 31 000–18 000 (чи 35 000–20 000) до РХ.
Ранній перигор (шательперон) — 35 000–28 000 до РХ. Пізній перигор (лаграветянська культура) — 28 000–20 000 рр. до РХ.

## Територія
Західна (шательперон і лаграветт) і Центральна (лаграветт) Європа.

## Природні умови
Льодовик на півночі Європи і холодний тундровий клімат характеризують час існування перигорської культури.

## Історія виділення культури
Оріньяцька культура була поділена Брейлем на три стадії: ранній оріньяк (шательперон), середній оріньяк і пізній оріньяк (лаграветт). В 1933 році Д. Пейроні запропонував нове найменування. Він об'єднав шательперон і ла-граветт в одну культуру, яку назвав перигорською (іноді також «Перигордієнською» від фр. périgordienne) по знахідках в горах на плато Перигор (департамент Дордонь) і прагнув довести, що вона розвивалася одночасно і паралельно з оріньякською. При цьому Пейроні вважав перигорську культуру місцевою, а оріньякську — принесену прийшлим населенням. Паралельний розвиток оріньякської і перигорської культур не доведений. У багатьох печерах Франції оріньякські шари розташовані між шарами шательперона і ла-граветта. Не доведено і безперервний розвиток перигорської культури: шар, який Пейроні називав Перигором II, тепер вважають оріньякським, а перигор III виявився пізнішим, ніж перигор IV і V (ла-граветт), і його слід назвати перигором VI. Таким чином, між раннім і пізнім перигором в одному і тому ж районі існує хіатус в 6—7 тисячоліть. Дискусія з питання про перигорську культуру ще не закінчена, тому в роботах археологів зустрічається подвійна номенклатура: Перигор ранній, або шательперон, і Перигор пізній, або ла-граветт. У новій номенклатурі оріньяком називають тільки ту стадію розвитку цієї культури, яка раніше носила назву середнього оріньяка.

## Пам'ятники
Виділена за матеріалами розкопок в печері Ла-Феррасі. Перигор I слідує за мустьє, Перигор II передує оріньяку, Перигор III — синхронний оріньяку I—IV, а перигор IV—V — синхронний з оріньяком V.
Граветтянські стоянки Чехії, Австрії і Франції датовані періодом 26 000–19 000 років до РХ. Термін оріньяк походить від печери Оріньяк в Південно-західній Франції (департамент Верхня Гаронна).

## Вироби культури
Вироби типу граветт. Широкі пластини, сколені призматичні нуклеуси.

## Господарство культури
Полювання на звірів. Особливі місця-схованки (можливо храми) — печери.

## Етнічна і расова належність
З часом вторгнення в Західну Європу (приб. 35 000 р. до РХ) племен оріньякців поступово зникло «класичне» неандертальське населення. Носії примітивнішої перигорської культури існували в той же проміжок часу, що й оріньякці, але превалювали на ранньому і пізньому етапах цього періоду. Деякі вчені називають перигорців нащадками оріньякців і неандертальців (мустьєрська культура). В місцях контакта перигорців (або, можливо, оріньякців) з неандертальцями знайдені залишки негроїдів (печера Грімальді в Італії).
Носії перигорської культури, як і оріньякської, подібні сучасному населенню Західної Європи.

## Зв'язок з іншими культурами
Деякі вчені вважають, що з перигору зростає мадлен, проте перигор змінився солютре.